# Bundestagswahlkreis Waldshut
Der Wahlkreis Waldshut (2005: Wahlkreis 289, 2009: Wahlkreis 288) ist seit 1965 ein Bundestagswahlkreis in Baden-Württemberg.

## Wahlkreis
Der Wahlkreis umfasst den Landkreis Waldshut sowie die Gemeinden Breitnau, Buchenbach, Eisenbach (Hochschwarzwald), Feldberg (Schwarzwald), Friedenweiler, Glottertal, Gundelfingen, Heuweiler, Hinterzarten, Kirchzarten, Lenzkirch, Löffingen, Oberried, Schluchsee, St. Märgen, St. Peter, Stegen und Titisee-Neustadt des Landkreises Breisgau-Hochschwarzwald. Seit seinem Bestehen wurde der Wahlkreis stets von den Direktkandidaten der CDU gewonnen.

## Wahlkreisgeschichte
Der Wahlkreis Waldshut wurde zur Bundestagswahl 1965 neu eingerichtet. Die Gemeinden des Wahlkreises gehörten vorher zu den Wahlkreisen Lörrach und Donaueschingen.
| Wahl      | Wahlkreisname | Gebiet |
| --------- | ------------- | --- |
| 1965–1976 | 188 Waldshut  | Landkreis Waldshut, Landkreis Hochschwarzwald, Landkreis Säckingen |
| 1980–1998 | 192 Waldshut  | Landkreis Waldshut, vom Landkreis Breisgau-Hochschwarzwald die Gemeinden Breitnau, Eisenbach, Feldberg, Friedenweiler, Hinterzarten, Lenzkirch, Löffingen, Schluchsee und Titisee-Neustadt |
| 2002–2005 | 289 Waldshut  | Landkreis Waldshut, vom Landkreis Breisgau-Hochschwarzwald die Gemeinden Breitnau, Buchenbach, Eisenbach, Feldberg, Friedenweiler, Glottertal, Gundelfingen, Heuweiler, Hinterzarten, Kirchzarten, Lenzkirch, Löffingen, Oberried, Schluchsee, St. Märgen, St. Peter, Stegen und Titisee-Neustadt |
| seit 2009 | 288 Waldshut  | Landkreis Waldshut, vom Landkreis Breisgau-Hochschwarzwald die Gemeinden Breitnau, Buchenbach, Eisenbach, Feldberg, Friedenweiler, Glottertal, Gundelfingen, Heuweiler, Hinterzarten, Kirchzarten, Lenzkirch, Löffingen, Oberried, Schluchsee, St. Märgen, St. Peter, Stegen und Titisee-Neustadt |

## Wahlkreisabgeordnete
| Wahl | Abgeordneter | Abgeordneter         | Partei | Stimmen in % |
| ---- | ------------ | -------------------- | ------ | ------------ |
| 1965 |              | Anton Hilbert        | CDU    |              |
| 1969 |              | Kurt Georg Kiesinger | CDU    |              |
| 1972 |              | Kurt Georg Kiesinger | CDU    |              |
| 1976 |              | Norbert Nothhelfer   | CDU    |              |
| 1980 |              | Werner Dörflinger    | CDU    |              |
| 1983 |              | Werner Dörflinger    | CDU    |              |
| 1987 |              | Werner Dörflinger    | CDU    |              |
| 1990 |              | Werner Dörflinger    | CDU    |              |
| 1994 |              | Werner Dörflinger    | CDU    |              |
| 1998 |              | Thomas Dörflinger    | CDU    |              |
| 2002 |              | Thomas Dörflinger    | CDU    |              |
| 2005 |              | Thomas Dörflinger    | CDU    |              |
| 2009 | 41,5         | Thomas Dörflinger    | CDU    |              |
| 2013 | 51,4         | Thomas Dörflinger    | CDU    |              |
| 2017 |              | Felix Schreiner      | CDU    | 41,9         |
| 2021 | 33,6         | Felix Schreiner      | CDU    |              |
| 2025 | 37,7         | Felix Schreiner      | CDU    |              |

## Wahlergebnisse

### Bundestagswahl 2025
Bei der Bundestagswahl 2025 erhielt Felix Schreiner als Kandidat der CDU zum dritten Mal in Folge die meisten Erststimmen und gewann damit das Direktmandat zum Einzug in den 21. Deutschen Bundestag. Rita Schwarzelühr-Sutter, die Kandidatin der SPD, zog über die Landesliste ihrer Partei in den Deutschen Bundestag; sie erhielt ein Listenmandat. Der Wahlkreis ist somit durch zwei Abgeordnete im 21. Deutschen Bundestag vertreten. Das weitere Ergebnis der Wahl:
| Kandidaten                                            | Kandidaten                     | Parteien/Listen     | Erststimmen | Erststimmen | Zweitstimmen | Zweitstimmen |
| Kandidaten                                            | Kandidaten                     | Parteien/Listen     | Stimmen     | %           | Stimmen      | %            |
| ----------------------------------------------------- | ------------------------------ | ------------------- | ----------- | ----------- | ------------ | ------------ |
|                                                       | Felix Schreinergewählt im WK   | CDU                 | 54.467      | 37,7        | 48.696       | 33,7         |
|                                                       | Rita Berta Schwarzelühr-Sutter | SPD                 | 26.958      | 18,7        | 20.751       | 14,3         |
|                                                       | Jan-Lukas Schmitt              | GRÜNE               | 16.809      | 11,6        | 19.776       | 13,7         |
|                                                       | Nathalie Wagner                | FDP                 | 5.169       | 3,6         | 7.212        | 5,0          |
|                                                       | Andrea Susanne Zürcher         | AfD                 | 26.710      | 18,5        | 27.607       | 19,1         |
|                                                       | Julian Besemann                | LINKE               | 6.839       | 4,7         | 8.199        | 5,7          |
|                                                       | Jürgen Geillinger              | dieBasis            | 1.372       | 1,0         | 625          | 0,4          |
|                                                       | Stephan Christian Schneider    | FREIE WÄHLER        | 4.321       | 3,0         | 2.414        | 1,7          |
|                                                       | –                              | Tierschutzpartei    | –           | –           | 1.203        | 0,8          |
|                                                       | –                              | Die PARTEI          | –           | –           | 540          | 0,4          |
|                                                       | Domenic Fabian Gehrmann        | Volt                | 1.760       | 1,2         | 1.184        | 0,8          |
|                                                       | –                              | ÖDP                 | –           | –           | 286          | 0,2          |
|                                                       | –                              | Bündnis C           | –           | –           | 220          | 0,2          |
|                                                       | –                              | MLPD                | –           | –           | 41           | 0,0          |
|                                                       | –                              | BÜNDNIS DEUTSCHLAND | –           | –           | 165          | 0,1          |
|                                                       | –                              | BSW                 | –           | –           | 5.752        | 4,0          |
| Gesamt                                                | Gesamt                         | Gesamt              | 144.405     | 100         | 144.671      | 100          |
|                                                       |                                |                     |             |             |              |              |
| Ungültige Stimmen                                     | Ungültige Stimmen              | Ungültige Stimmen   | 978         | 0,7         | 712          | 0,5          |
| Wähler                                                | Wähler                         | Wähler              | 145.383     | 82,5        | 145.383      | 82,5         |
| Wahlberechtigte                                       | Wahlberechtigte                | Wahlberechtigte     | 176.262     |             | 176.262      |              |
|                                                       |                                |                     |             |             |              |              |
| Quellen: Die Bundeswahlleiterin, Kandidaten – Stimmen |                                |                     |             |             |              |              |

### Bundestagswahl 2021
Zur Bundestagswahl 2021 traten folgende Kandidaten an:
Ergebnisse der Wahl vom Sonntag, 26. September 2021
| Direktkandidat           | Partei                | Erststimmen in % | Zweitstimmen in % |
| ------------------------ | --------------------- | ---------------- | ----------------- |
| Felix Schreiner          | CDU                   | 33,6             | 26,4              |
| Rita Schwarzelühr-Sutter | SPD                   | 25,5             | 22,8              |
| Jan-Lukas Schmitt        | Bündnis 90/Die Grünen | 15,3             | 17,3              |
| Jareem Khawaja           | FDP                   | 7,6              | 13,6              |
| Andrea Zürcher           | AfD                   | 8,5              | 8,3               |
| Robert Kuhlmann          | Die Linke             | 2,7              | 2,9               |
| —                        | Tierschutzpartei      | —                | 1,3               |
| —                        | Die PARTEI            | —                | 0,7               |
| Dominik Brox             | FREIE WÄHLER          | 2,6              | 1,9               |
| —                        | PIRATEN               | —                | 0,3               |
| Kilian Kronimus          | ÖDP                   | 0,7              | 0,3               |
| —                        | NPD                   | —                | 0,1               |
| —                        | DiB                   | —                | 0,1               |
| —                        | MLPD                  | —                | 0,0               |
| —                        | DKP                   | —                | 0,0               |
| Ursula Halfmann          | dieBasis              | 2,9              | 2,7               |
| —                        | Bündnis C             | —                | 0,2               |
| —                        | BÜRGERBEWEGUNG        | —                | 0,1               |
| —                        | BÜNDNIS21             | —                | 0,0               |
| —                        | LKR                   | —                | 0,0               |
| —                        | Die Humanisten        | —                | 0,1               |
| —                        | Gesundheitsforschung  | —                | 0,1               |
| —                        | Team Todenhöfer       | —                | 0,3               |
| Domenic Fabian Gehrmann  | Volt                  | 0,6              | 0,5               |

### Bundestagswahl 2017
Zur Bundestagswahl am 24. September 2017 kandidierten die folgenden Direktkandidaten:
| Direktkandidat           | Partei       | Erststimmen in % | Zweitstimmen in % |
| ------------------------ | ------------ | ---------------- | ----------------- |
| Felix Schreiner          | CDU          | 41,9             | 39,3              |
| Rita Schwarzelühr-Sutter | SPD          | 24,1             | 16,4              |
| Ulrich Martin Drescher   | GRÜNE        | 11,9             | 13,9              |
| Daniel Poznanski         | FDP          | 6,2              | 10,8              |
| Martina Nicola Böswald   | AfD          | 9,2              | 9,8               |
| Lothar Schuchmann        | Die Linke    | 5,0              | 5,5               |
| Hans Dieter Ruby         | Freie Wähler | 1,0              | 0,8               |
| Kilian Kronimus          | ÖDP          | 0,7              | 0,4               |

### Bundestagswahl 2013
Bei der Bundestagswahl am 22. September 2013 standen folgende Kandidaten zur Wahl:
| Direktkandidat           | Partei    | Erststimmen in % | Zweitstimmen in % |
| ------------------------ | --------- | ---------------- | ----------------- |
| Thomas Dörflinger        | CDU       | 51,4             | 49,3              |
| Rita Schwarzelühr-Sutter | SPD       | 28,0             | 19,0              |
| Karsten Jung             | FDP       | 3,3              | 5,8               |
| Peter Schanz             | GRÜNE     | 10,1             | 11,0              |
| Nicole Stadler           | DIE LINKE | 4,4              | 4,3               |
| Philip-Mario Hallasch    | NPD       | 1,3              | 0,7               |
| Mike Schinkel            | ÖDP       | 1,4              | 0,5               |
| -                        | AfD       | -                | 4,7               |

### Bundestagswahl 2009
Die Bundestagswahl 2009 hatte folgendes Ergebnis:
| Direktkandidat           | Partei               | Erststimmen in % | Zweitstimmen in % | Bundestagswahl 2005 Zweitstimmen in % |
| ------------------------ | -------------------- | ---------------- | ----------------- | ------------------------------------- |
| Thomas Dörflinger        | CDU                  | 41,5             | 36,6              | 41,4                                  |
| Rita Schwarzelühr-Sutter | SPD                  | 28,5             | 18,7              | 29,8                                  |
| Michael Klotzbücher      | FDP                  | 11,2             | 18,6              | 10,8                                  |
| Ruth Cremer-Ricken       | GRÜNE                | 10,7             | 13,8              | 10,9                                  |
| Lothar Schuchmann        | DIE LINKE            | 5,8              | 6,3               | 3,2                                   |
| Günther Ragg             | NPD                  | 1,4              | 0,8               | 0,8                                   |
| —                        | REP                  | —                | 1,0               | 1,1                                   |
| —                        | PBC                  | —                | 0,5               | 0,6                                   |
| —                        | MLPD                 | —                | 0,0               | 0,1                                   |
| —                        | BüSo                 | —                | 0,1               | 0,1                                   |
| —                        | Volksabstimmung      | —                | 0,3               | —                                     |
| —                        | ADM                  | —                | 0,0               | —                                     |
| —                        | DVU                  | —                | 0,1               | —                                     |
| —                        | DIE VIOLETTEN        | —                | 0,3               | —                                     |
| —                        | Die Tierschutzpartei | —                | 0,7               | —                                     |
| Bernd Topka              | ödp                  | 0,7              | 0,5               | —                                     |
| —                        | PIRATEN              | —                | 1,8               | —                                     |
| Gero Greb                | Einzelbewerber (GiB) | 0,3              | —                 | —                                     |